# Arromanches-les-Bains
Arromanches-les-Bains (ofta förkortat Arromanches) är en kommun i departementet Calvados i regionen Normandie i norra Frankrike. Kommunen ligger i kantonen Ryes som ligger i arrondissementet Bayeux. År 2022 hade Arromanches-les-Bains 431 invånare.
Arromanches ligger vid den normandiska kusten i Frankrike, omedelbart innanför den del av invasionsområdet vid Operation Overlord som kallades Gold Beach. På stranden och i havet utanför Arromanches finns rester efter den konstgjorda hamnen Mulberry B. Den sammansattes av färdiga betongelement som bogserades över Engelska kanalen och var avsedd att möjliggöra lättare tillförsel av fordon, personal och förnödenheter till de allierade trupperna. Den andra hamnen, Mulberry-A, som byggdes utanför den amerikanska stranden Utah Beach, förstördes av en storm efter endast några dagar.
Arromanches är i dag i huvudsak en turistort där bland annat Landstigningsmuseet är en av sevärdheterna.

## Befolkningsutveckling
Antalet invånare i kommunen Arromanches-les-Bains
Referens: INSEE

## Galleri

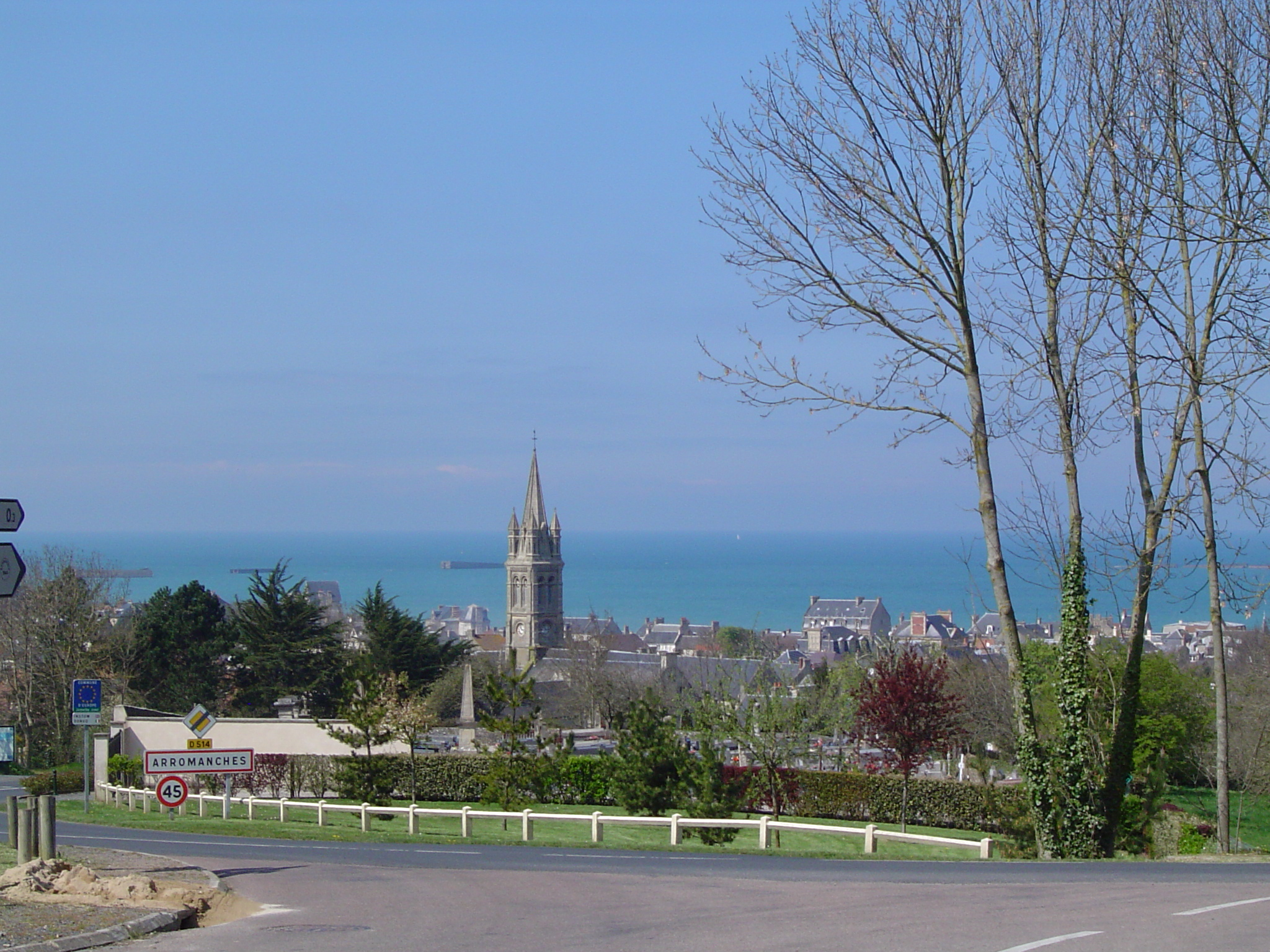
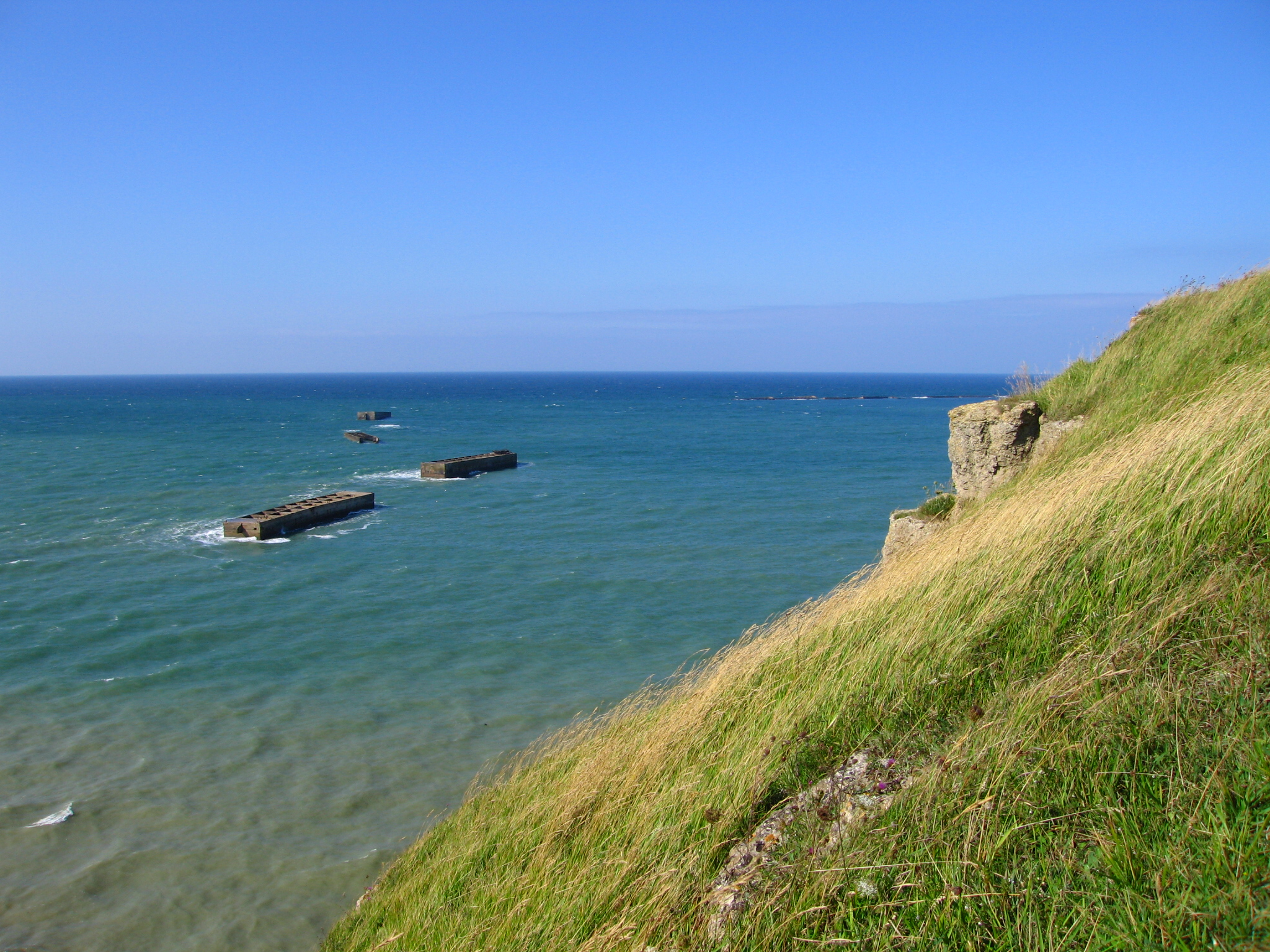
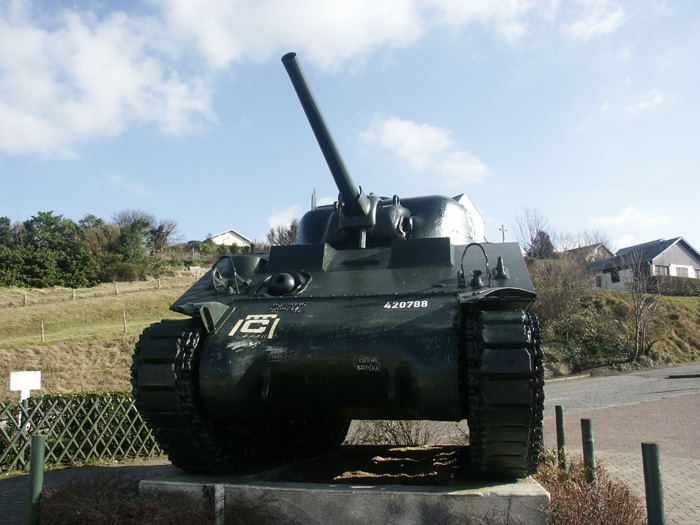
M4 Sherman

## Historia
Arromanches är en historiskt viktig genom att vara skådeplats för landstigningen i Normandie och i synnerhet som platsen där den konstgjorda hamnen Mulbärshamnen installerades. Denna konstgjorda hamn möjliggjorde avlastningen av 9 000 ton materiel per dag. 
Det var på stranden i Arromanches som de allierade, under invasionen av Normandie omedelbart efter dagen D, etablerade en konstgjord tillfällig hamn för att möjliggöra lossning av tung utrustning utan att vänta på erövringen av djuphavshamnar som Le Havre eller Cherbourg. Även om Arromanches låg i centrum av landstigningszonen vid Gold Beach, skonades det från striderna på dagen D, så installationen och driften av hamnen kunde fortsätta så snabbt som möjligt utan att skada stranden och förstöra omgivande kommunikationslinjer. Hamnen togs i bruk den 14 juni 1944. 
Denna plats var en av två platser som valdes ut för att etablera de nödvändiga hamnanläggningarna för att lossa mängder av förnödenheter och trupper som behövdes för invasionen under juni 1944, den andra byggdes längre västerut vid Omaha Beach. Britterna byggde enorma flytande betongkassuner som, efter att ha bogserats från England, behövde monteras för att bilda murar och pirer vilka bildade och definierade den konstgjorda hamnen som kallades Mulberry-hamnen. Dessa bestod av pontoner som var förbundna med land via flytande vägar. En av dessa hamnar byggdes vid Arromanches och än idag finns delar av Mulberry-hamnen fortfarande kvar med enorma betongblock som ligger på sanden, och fler som kan ses längre ute till havs. 
Några nyckeltal: den 12 juni 1944 hade mer än 300 000 man, 54 000 fordon och 104 000 ton förnödenheter landsatts. Under hamnens 100 dagar långa drift landsattes 2,5 miljoner man, 500 000 fordon och 4 miljoner ton materiel. Hamnens intensivaste period var under den sista veckan i juli 1944: under dessa sju dagar översteg trafiken genom Arromanches 136 000 ton, eller 20 000 ton per dag. 
Idag är Arromanches främst en turistort. Arromanches har ett bra läge för de som vill besöka slagfälten och krigskyrkogårdarna. Det finns även ett museum med information om Operation Overlord och i synnerhet Mulberry-hamnen. 
Den 21 september 2013 skapade sandskulpturföretaget Sand in Your Eye, baserat i Bradford, en hyllning kallad "De fallna 9 000". Det var ett tillfälligt skulpturprojekt – en visuell representation av 9 000 personer ritade i sanden, vilket motsvarar antalet civila, tyska styrkor och allierade som dog under landstigningen på D-dagen. Det sammanföll med fredsdagen och spolades bort med tidvattnet i slutet av dagen.